# Граково (Чугуевский район)
Граково (укр. Гракове) — село, Граковский сельский совет, Чугуевский район, Харьковская область, Украина.
Код КОАТУУ — 6325483001. Население по переписи 2001 года составляет 753 (352/401 м/ж) человек.
Является частью Чкаловской общины с 2018 года.

## Географическое положение
Село Граково находится в 20 км от Чугуева на берегу реки Гнилица (в основном на левом берегу), выше по течению примыкает село Новая Гнилица, ниже по течению на расстоянии в 1 км расположено село Ртищевка. Рядом проходит автомобильная дорога М-03. В 1,5 км проходит железная дорога, станция Зеленая Роща.

## История
- 1758 — дата основания.
- В 1940 году, перед ВОВ, в селе Граково были 468 дворов, православная церковь, сельсовет, сахарный завод, совхоз, почтовое отделение;[1] на хуторе Донском, затем вошедшем в состав села, было 8 дворов.
- В годы войны 230 жителей села воевали на фронтах в рядах Советской армии; из них погибли 96 воинов; 216 были награждены орденами и медалями СССР.[2] Советский воин лётчик В. Н. Шандула совершил подвиг во время Берлинской операции и был удостоен звания Герой Советского Союза.[2]
- В 1976 году в селе было 630 дворов и проживали 1063 человека.[2]
- В 1993 году в селе работали совхоз «Репинский», Сельхозхимия, отделение предприятия механизации и материального обеспечения, база ХТЗ, амбулатория, аптека, ДЭУ, заготпункт, клуб, лесосклад, топливный склад, магазины, Граковский торг, элеватор, школа и сельский Совет.[3]

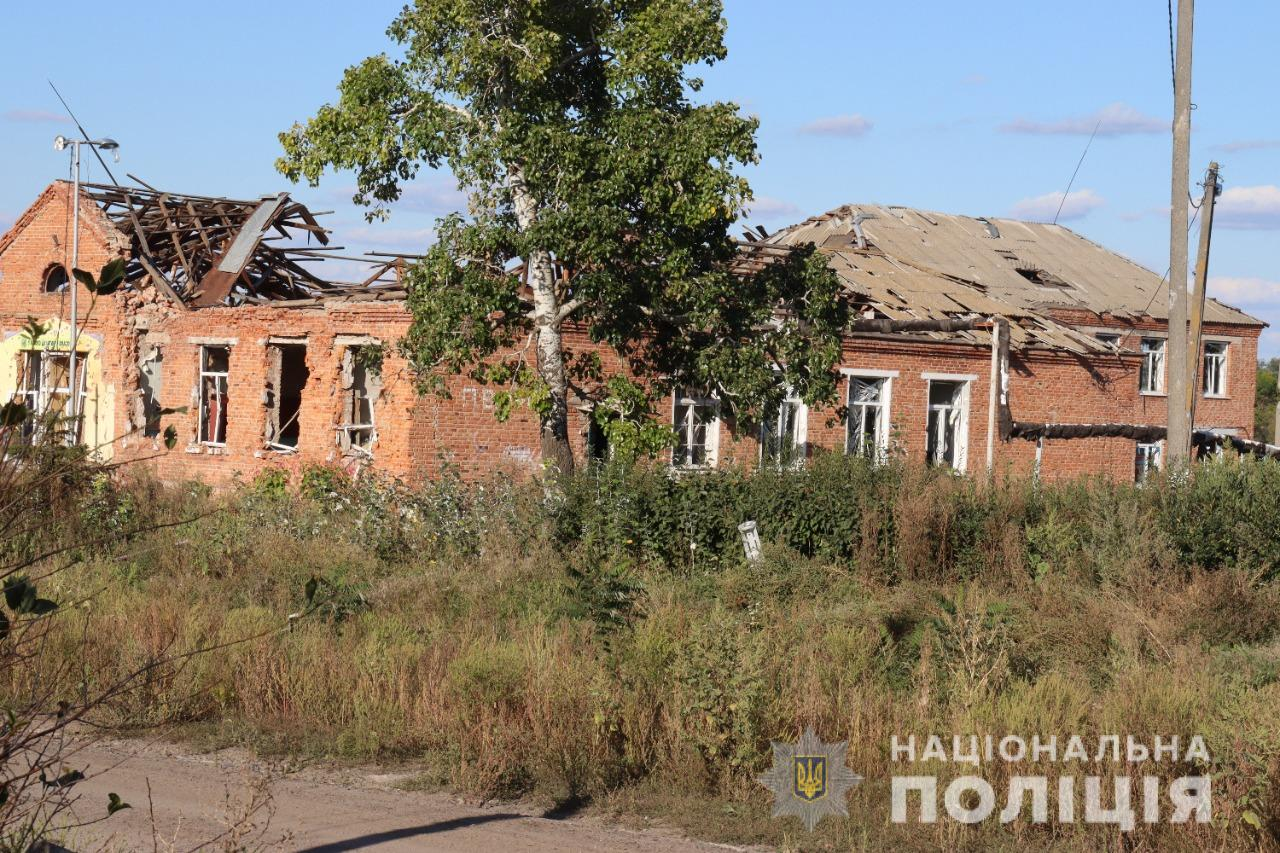
Разрушенная школа в селе Граково после российской оккупации (2022)

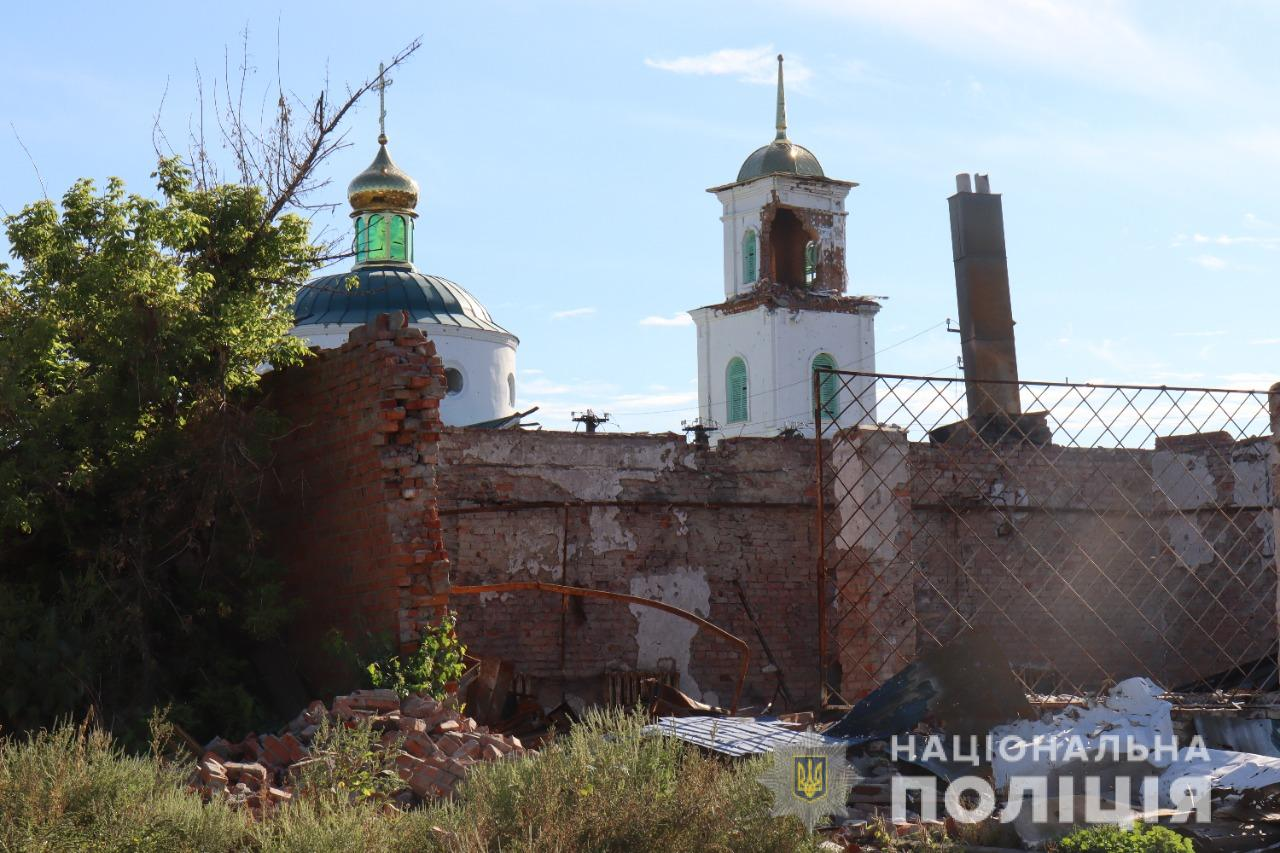
Разрушенная Троицкая церковь начала XIX века после российской оккупации (2022)

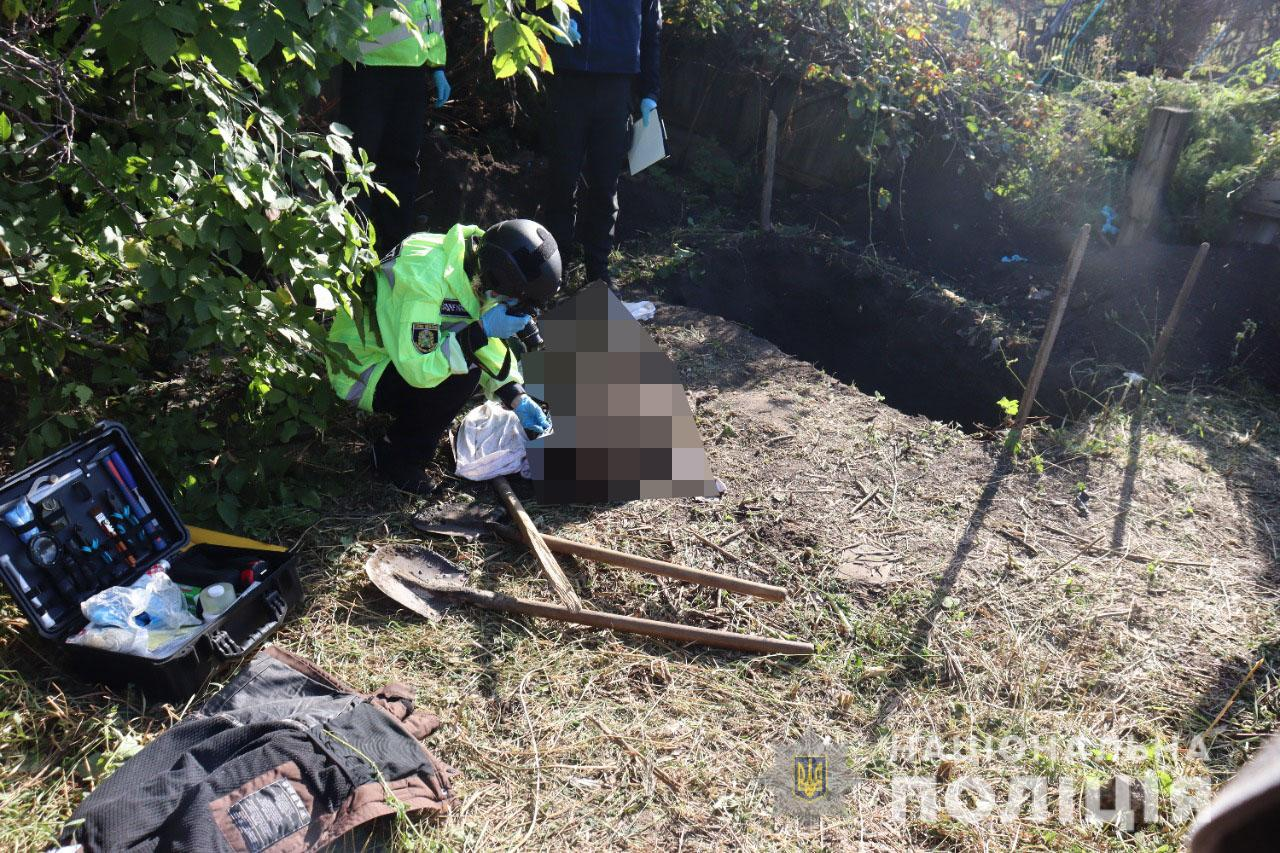
Эксгумация тел убитых во время российской оккупации (2022)

### Российская оккупация 2022 года
Село было захвачено российскими войсками почти в самом начале вторжения России на Украину 2022 года и находилось под оккупацией до 7 сентября 2022 года, когда оно было освобождено в ходе наступления украинских войск на Балаклею и Купянск.
В результате боевых действий были повреждены находящиеся в селе частные дома и многоэтажные жилые здания. От обстрелов пострадала находящаяся в селе церковь Троицы Живоначальной. На дорогах вокруг села осталось много уничтоженных гражданских автомобилей.
После освобождения в селе были эксгумированы два трупа с огнестрельными ранениями в области затылка и со следами пыток, — предположительно, мирные жители, убитые российскими военнослужащими в марте 2022 года.

## Экономика
- Молочно-товарная ферма.
- Граковский комбинат хлебопродуктов, ООО.

## Объекты социальной сферы
- Школа.
- Фельдшерско-акушерский пункт.

## Достопримечательности
- Братская могила советских воинов. Похоронено 69 воинов.

## Религия
- Церковь Троицы Живоначальной (памятник архитектуры 18 века).

## Известные люди
- Шандула Владимир Никифорович — Герой Советского Союза, родился 6 августа 1920 года в селе Граково.